# Værlandet
Værlandet er en ø i Askvoll kommune, Vestland fylke i Norge, ved mundingen af Aldefjorden og Vilnesfjorden.
Øen er 4,4 km lang og 3,5 km bred. Den har et areal på 9 km² og 200 indbyggere. Værlandet har broforbindelse med Bulandet længere mod vest. Mod nordøst ligger øen Alden. På østsiden af øen ligger Austnes fyr. På fyrstationen Geita (= Geden) er det muligt at overnatte.
Øen har færgeforbindelse til Askvoll på fastlandet.
Navnet kommer af det norrøne ver som i fiskevær (= fiskeleje).
På Værlandet installerede man en 220 meter høj mast tilknyttet navigationssystemet Loran-C, som fiskerbådene og anden skibstrafik navigerede efter. I 2015 besluttede Stortinget at nedlægge Loran-C-systemet med virkning fra 1. januar 2016, selv om det kunne tjene som reserve for GPS, og selv om USA og Storbritannien udbygger jordbaserede systemer i stedet for at nedlægge dem. Værlandet mistede ved nedlæggelsen to arbejdspladser. I 2017 blev masten på Værlandet sprængt i luften.